# So.Fi.S
La Sofis è stata un ente pubblico siciliano. Con la So.Fi.S. (Società per il finanziamento dello sviluppo in Sicilia) avviene la nascita, in Sicilia, della cosiddetta "Regione imprenditrice".

## Storia
Nata nel 1958, è storicamente la prima società finanziaria pubblica costituita in Italia. Vede la nascita in una fase politica, quella del milazzismo, che pone al centro di tutto l'intero apparato dei partiti siciliani di allora, chiamato a gestire discutibili iniziative industriali. Dietro la Sofis c'erano i nomi di alcuni personaggi che per un abbondante trentennio condizioneranno la vita della Regione Siciliana, come l'avvocato Vito Guarrasi, il futuro senatore DC Graziano Verzotto, l'ingegner Domenico La Cavera, in quegli anni presidente degli industriali siciliani, il professor Francesco Pignatone teorico del milazzismo, l'avvocato Francesco Morgante (socio di minoranza della società Italkali, l'azienda partecipata ancora oggi dalla Regione, che gestisce l'estrazione e la commercializzazione dei sali minerali della Sicilia).
La Sofis, attraverso i cosiddetti crediti partecipati, acquisiva quote ed azioni di società nate già fuori da logiche di mercato. Si trattava, in particolare, di aziende in difficoltà economiche, le quali venivano finanziate dalla stessa Sofis, che poi, invece di chiedere la restituzione delle somme prestate, acquisiva quote delle suddette società.
Frequenti erano le occasioni in cui le iniziative imprenditoriali sorgevano solo per usufruire dei finanziamenti erogati dalla Sofis. La Sofis interpretò, sotto il profilo economico e imprenditoriale, una perfetta forma di consociativismo fra i poteri nella politica siciliana. Al di là degli apparenti scontri tra partiti di maggioranza e opposizione, si esprimeva, in realtà, una totale convergenza di scelte e di interessi. In CdA, vi erano infatti politici segnalati dai partiti di centro, come da quelli di sinistra.
Nel 1967 la Sofis fu posta in liquidazione e le sue funzioni passarono all'Ente siciliano per la promozione industriale (ESPI), che intorno alla metà degli anni '60, e quindi nell'epoca del centrosinistra, fu uno dei  quattro enti economici regionali istituiti: l'Ente minerario siciliano (EMS), Ente siciliano per la promozione industriale (ESPI appunto), l'Azasi e l'Ente di Sviluppo Agricolo (ESA). Quest'ultimo  subentrò all'Eras, l'Ente per la riforma agraria siciliana, che già nel 1955 aveva 1192 addetti.
Nei primi anni '90 fu nominato commissario straordinario dei tre enti proprio Francesco Pignatone. Nel 1996, dopo che negli anni i governi regionali di centro sinistra erano intervenuti per ripianare diverse volte le sofferenze, con denaro pubblico, il primo governo di centro destra, guidato da Giuseppe Provenzano, approvò la legge per la liquidazione degli enti regionali. Nel 1999 fu nominato il commissario liquidatore, Alba Alessi, che a oggi non ha ancora completato le dismissioni.